# 아리 (배우)
아리(1980년 ~)는 대한민국의 영화배우다. 2015년 영화 《친구엄마》로 데뷔했다.